# Lothar Teschke

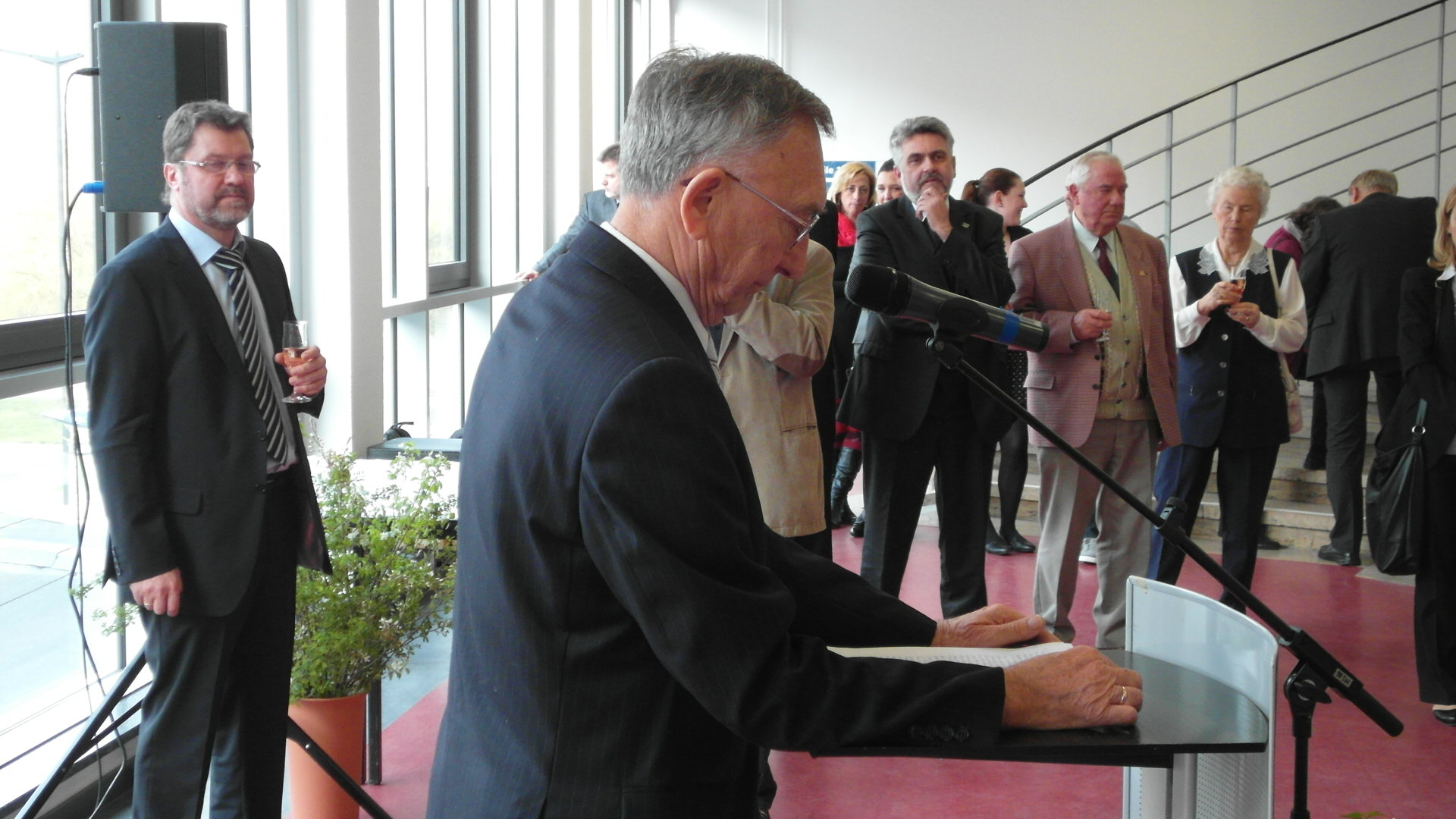
Lothar Teschke bei seinem Grußwort zur Investitur von Rektor Jörg Kirbs (links) am 12. April 2012

Lothar Teschke (* 24. Juli 1936 in Riesenburg) ist ein deutscher Mathematiker. Er widmet sich insbesondere der Ausbildung von Ingenieuren auf dem Fachgebiet Angewandte Mathematik. Von 1992 bis 1994 war er Gründungsrektor der Fachhochschule Merseburg in Sachsen-Anhalt.

## Leben
Lothar Teschke wurde in Riesenburg in Westpreußen geboren. Seine Familie verschlug es 1945 nach der Vertreibung in die Altmark, wo er 1953 in Oebisfelde sein Abitur ablegte.
Sein Studium zum Lehramt Mathematik und Physik führte ihn von 1954 bis 1958 an die Pädagogische Hochschule (PH) in Potsdam.
Teschke war mit Barbara Knothe (gest. 2018) verheiratet. Er lebt heute in Reinbek.

### Stationen als Lehrer und Mathematiker
Nach einer Tätigkeit als Lehrer von 1958 bis 1961 an der Oberschule in Zeitz wechselte er von 1961 bis 1981 als wissenschaftlicher Mitarbeiter an die Pädagogische Hochschule (PH) in Halle/Saale und widmete sich hier der Mathematik-Ausbildung von Lehrern. Er nahm dort ein weiteres Mathematikstudium auf, das er 1966 an der Universität Halle/Saale als Diplom-Mathematiker abschloss.
Im Jahre 1973 erlangte er seine Promotion zum Dr. rer. nat. ebenfalls an der Universität Halle/Saale bei Gerhard Pazderski.
Danach folgte im Jahre 1978 seine Habilitation zum Dr. rer. nat. habil. an der TH Ilmenau, in demselben Jahr erwarb er auch die Facultas Docendi (Lehrbefähigung).
1981 stellte Teschke einen Ausreiseantrag in die Bundesrepublik Deutschland, überstand die Maßnahmen der DDR-Sicherheitsorgane und siedelte nach Hamburg über, wo er zunächst an einem Gymnasium unterrichtete. Im Jahre 1989 wurde er zum Professor an die Hochschule für Angewandte Wissenschaften Hamburg (HAW) berufen. Er war langjähriges Mitglied im Vorstand der Mathematischen Gesellschaft in Hamburg.

### Gründungsrektor in Merseburg
Nach der Deutschen Wiedervereinigung vom 3. Oktober 1990 war Teschke Berater der Landesregierung von Sachsen-Anhalt und an der Gestaltung der dortigen neuen Hochschulstrukturen beteiligt. 1992 wurde Teschke zum Gründungsrektor der Fachhochschule Merseburg berufen.
Anfang Dezember 1990 hatte die Landesregierung eine Abwicklung der Hochschule für Landwirtschaft in Bernburg, der TH Köthen und der TH Leuna-Merseburg beschlossen. Das erste Hochschulstrukturgesetz (HSG) des Landes Sachsen-Anhalt vom 28. Februar 1992 legte die Aufhebung dieser Hochschulen fest, an ihrer Stelle sollten Fachhochschulen neu entstehen.
Als Ergebnis einer Evaluierung der TH Leuna-Merseburg (THL-M) durch den Wissenschaftsrat wurde beschlossen, die drei leistungsstarken und konkurrenzfähigen Fachbereiche Chemie, Verfahrenstechnik sowie Werkstoff- und Verarbeitungstechnik mit der Martin-Luther-Universität Halle-Wittenberg (MLU) zu vereinigen. Hierzu wurde eine Integrationskommission gebildet, die diesen Vereinigungsprozess vorbereitete und begleitete. Diese Vereinigung war jedoch nicht nachhaltig erfolgreich, sodass sich die technikwissenschaftlichen Strukturen an der MLU schrittweise wieder auflösten und teilweise an die Otto-von-Guericke-Universität Magdeburg verlagert wurden.
Parallel wurde zum 1. April 1992 die neue Fachhochschule Merseburg gegründet für den Südraum von Sachsen-Anhalt. Teschke wurde hierher als Professor für Mathematik berufen und zugleich in Merseburg mit den Aufgaben eines Gründungsrektors betraut.
Teschke traf hier auf eine Wissenschaftslandschaft, in der es keine Erfahrungen mit der Hochschulform Fachhochschule gab. Er selbst verfügte jedoch über Berufserfahrungen auf diesem Gebiet, nicht zuletzt aus seiner Hochschullehrertätigkeit an der Hochschule für Angewandte Wissenschaften Hamburg. Darüber hinaus kannte er die Region Halle/Merseburg aus seiner früheren Tätigkeit an der PH Halle/Saale.

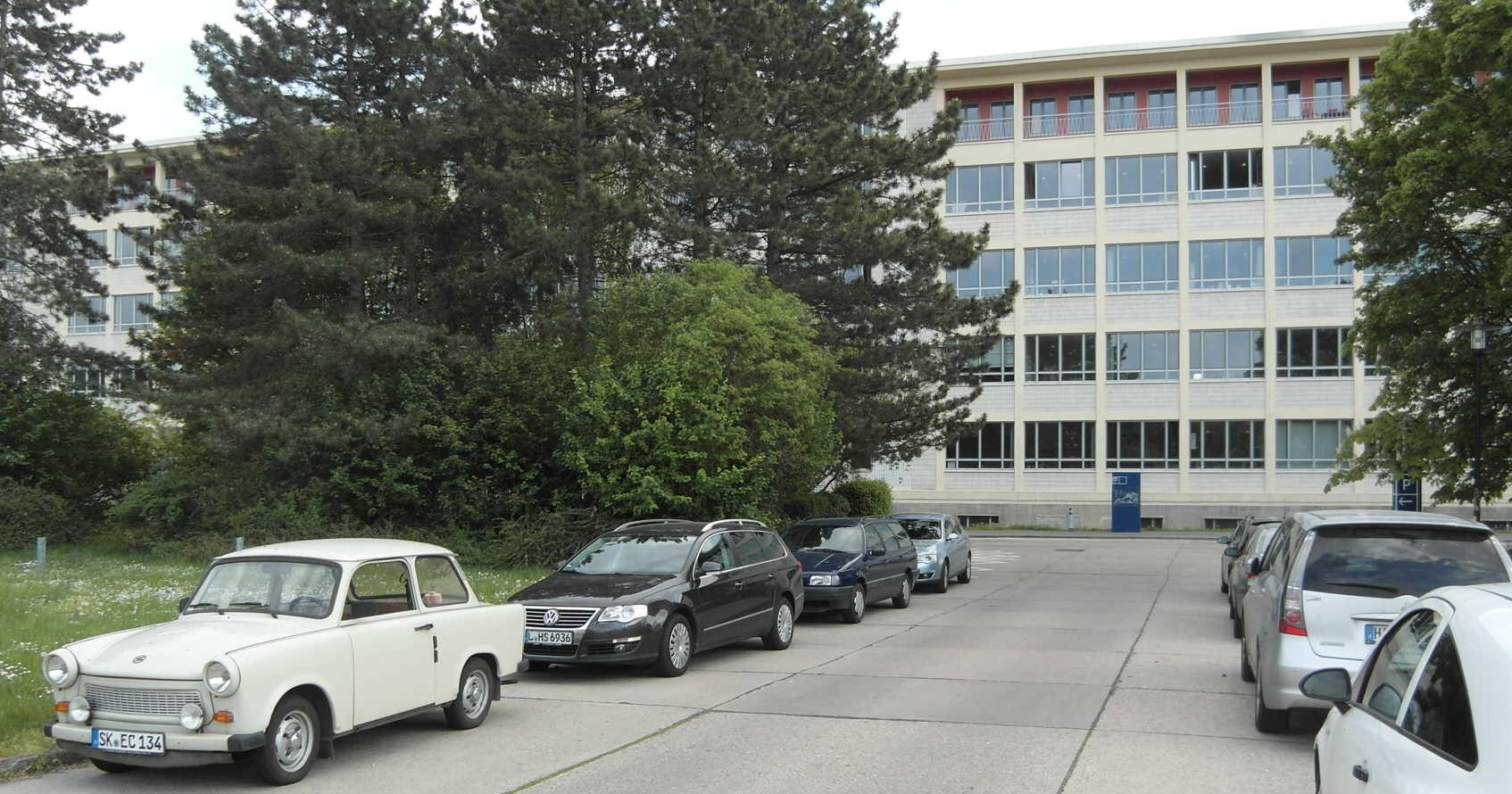
Campus Merseburg, Hauptgebäude

In Merseburg fand er einen seit 1954 gewachsenen, teilweise sanierungsbedürftigen Hochschulcampus vor, der es sofort erlaubte, die neue Fachhochschule unterzubringen. Der Campus verfügte neben den Gebäuden für Lehre und Forschung auch über die notwendige Infrastruktur wie Verwaltungsgebäude, eine große Mensa, Wohnheime sowie eine zeitgemäße Hochschulbibliothek, die 1990 als erste in den Neuen Bundesländern an das Deutsche Wissenschaftsnetz angeschlossen wurde. Beim Aufbau der neuen Hochschulverwaltung konnte sich Teschke auch auf Mitarbeiter mit Erfahrungen aus den alten Bundesländern stützen, die dann nachhaltig die Hochschule über einen Zeitraum von mehr als 20 Jahren mitgeprägt haben.
Teschke nahm sich aber insbesondere der Aufgabe an, die FH Merseburg fachlich zu profilieren und hierzu einen neuen Lehrkörper aufzubauen. Er bildete Fachbereiche, mit denen grundlegende Fachgebiete abgedeckt wurden. Die Fächerstruktur der neuen Hochschule bestand aus Ingenieurwissenschaften (Maschinenbau einschließlich Wärmetechnik, Elektrotechnik mit Automatisierungs- und Nachrichtentechnik, Chemieingenieurwesen einschließlich chemischer Technologien) sowie Wirtschafts- und Sozialwissenschaften, wobei bei den beiden letzten Disziplinen eine völlige Neugestaltung notwendig war.
Beim Aufbau des Lehrkörpers und der Verwaltung konnte Teschke zum Teil auf fachlich hochqualifizierte und teilweise habilitierte, aber von der DDR-Vergangenheit unbelastete Mitglieder der alten THL-M sowie Nachwuchswissenschaftler aus der Region zurückgreifen, die er durch Berufungen von Erfahrungsträgern aus den alten Bundesländern systematisch ergänzte.
Auch unterstützte Teschke die damals dringend anstehende Sicherung und Sammlung von Sachzeugen der chemischen Groß-Industrie, die regional hier stark vertreten ist (Leuna, Buna) und gerade einen gravierenden Umstrukturierungsprozess durchmachte. Später entwickelte sich aus dieser Sammlung auf dem Campus Merseburg ein Deutsches Chemie-Museum Merseburg von europäischem Rang.
Zum 1. Februar 1993 übernahm Teschke mit seiner neu gegründeten Fachhochschule zugleich die Hausherrenfunktion über den gesamten Campus. Zum 31. März 1993 erfolgte dann die juristische Aufhebung der Technischen Hochschule „Carl Schorlemmer“ Leuna-Merseburg. Letzter Rektor war der Mathematiker Alfred Göpfert, der dieses Amt im Dezember 1992 übernommen hatte. Sein Aufhebungsbeauftragter war der promovierte Chemiker Klaus-Peter Schumacher, der danach als Dezernent für Personal und Haushalt an die FH wechselte. Mit Göpfert und Schumacher hat Teschke die Schließung der alten und die Gründung der neuen Hochschule in weitgehender Harmonie durchführen können.
Das unmittelbar benachbarte Bundesland Sachsen folgte ebenfalls den Empfehlungen des Wissenschaftsrates und hat fünf Technische Hochschulen geschlossen. An ihrer Stelle wurden hier ebenso Fachhochschulen neu gegründet, unmittelbar benachbart die Hochschule für Technik, Wirtschaft und Kultur (HTWK) in Leipzig. Teschke unterstützte die Kooperation zwischen beiden Nachbarhochschulen aus der Überzeugung heraus, dass diesen eine hohe Bedeutung zukommt, weil sie für ihre jeweiligen Regionen mit einem großen Industrieanteil nicht nur den Fachkräftenachwuchs absichern müssen, sondern zudem auch noch vielfältige Aufgaben der beiden aufgelösten Technischen Hochschulen zu leisten haben, insbesondere in der Weiterbildung und beim Technologietransfer sowie in der industrienahen Forschung.

### Weiteres Wirken in Hamburg
Nach Abschluss der wesentlichen Gründungsarbeiten ging Teschke 1994 zurück an die HAW Hamburg. Als seine Nachfolgerin im Rektorenamt wurde die Mathematikerin Johanna Wanka im Frühjahr 1994 gewählt. Sie setzte den Ausbau der FH Merseburg im vorgezeichneten Sinne erfolgreich fort, wobei sie die Lehre in den sechs Fachbereichen insbesondere auch hinsichtlich anwendungsorientierter Forschungen und des Technologietransfers ergänzte. Im Jahre 2000 wurde sie dann als Bildungsministerin für das Land Brandenburg nach Potsdam, darauf 2010 für das Land Niedersachsen nach Hannover berufen, 2013 schließlich wurde sie Bundesministerin für Bildung und Forschung im Kabinett von Bundeskanzlerin Angela Merkel.
Teschke wirkte in Hamburg von 1996 bis 1998 als Vizepräsident der HAW unter ihrem langjährigen Präsidenten Rolf Dalheimer. Erstmals war es nun möglich, Hochschulerfahrungen aus dem Osten im Westen Deutschlands anzuwenden. Im Jahre 2001 wurde Teschke mit Erreichen der Altersgrenze pensioniert. Bis 2013 wirkte er an der HAW Hamburg weiter als Lehrbeauftragter für Ingenieurmathematik.
Der von ihm gegründeten heutigen Hochschule Merseburg ist er eng verbunden geblieben. Im Jahre 2006 wurde Teschke zum ersten Ehrensenator der Hochschule Merseburg ernannt, was als eine besonders hohe Würdigung seiner Leistungen als Gründungsrektor einzustufen ist, denn nach ihm wurde erst 2013 als zweiter Ehrensenator Dominik Surek ernannt.

## Schriften (Auswahl)
- Über die Normalteiler der p-Sylowgruppe der symmetrischen Gruppe vom Grade {\displaystyle p^{m}}. Dissertation. Universität Halle/Saale, Fakultät für Naturwissenschaften 1973.
- Algebraische Untersuchungen zur Theorie der konvexen Optimierung. Habilitationsschrift, Technische Hochschule Ilmenau, Fakultät für Mathematik und Naturwissenschaften 1978.